# Portel (Pará)
Portel é um município brasileiro do estado do Pará. Localiza-se a uma latitude 01º56'08" sul e a uma longitude 50º49'16" oeste, estando a uma altitude de 19 metros. Possui uma área de 25.384,865 km², Densidade demográfica 2,06 hab/km² e sua população, conforme estimativas do IBGE de 2021, era de 63 831 habitantes.

## História
De acordo com historiadores, as origens de Portel remontam à metade do século XVII, quando o Padre Antônio Vieira fundou no local a aldeia de Arucará, com alguns índios nhengaíbas extraídos da Ilha Grande de Joannes, passando a ser assim administrada pelos padres da Companhia de Jesus. 
A localização da Aldeia de Arucará, que posteriormente tornou-se vila de Portel, e sua consolidação como povoação próspera, obedece à estratégia geopolítica da Coroa Portuguesa de ocupar as terras amazônicas que deveriam pertencer à Espanha, e assim, garantir sua posse de fato e, posteriormente, de direito. 
No ano de 1758, Portel teria sido elevada à categoria de vila pelo então presidente da Capitania do Grão Pará, Mendonça Furtado, que instalou o Senado de sua Câmara Municipal em 24 de janeiro daquele ano.
No ano de 1786, a vila enfrentou a resistência por indígenas mundurucus, ato que ocasionou a morte de alguns moradores lusobrasileiros de Portel.
De acordo com a lei geral de 1828, Portel teve sua primeira eleição municipal no ano seguinte, sendo eleitos oito vereadores, até 1832. Entretanto, em 1833, por decisão do Conselho do Governo da Província, Portel tem cassado o seu título de Vila, passando assim a fazer parte do território de Melgaço. Somente em 1843, Portel voltaria à condição de município autônomo, conforme o Decreto Lei n° 110, datado de 25 de outubro de 1843.

## Geografia
Portel localiza-se na Mesorregião do Marajó, Microrregião de Portel. Sua extensão territorial compreende área de 25.384Km², definindo limites com os municípios de Melgaço a norte; Oeiras do Pará a leste; Itupiranga e Porto de Moz a sul e Senador José Porfírio a oeste. Dista da capital do estado (Belém) 326 km, via marítima e 270 km, via aérea. População de 52.172 habitantes e a densidade demográfica conta com 2,06 hab/km²
Ao norte do município, o relevo é característico da Planície Amazônica, ao passo que as regiões central e sul caracterizam-se pelo Planalto da Amazônia Oriental. A vegetação constitui-se por Floresta equatorial Amazônica, verificando-se grande diversidade de espécimes comerciais desejáveis.
Em relação ao solo, verifica-se predominância do latossolo.

### Problemas socioambientais
Devido aos altos índices de devastação florestal, em 9 de novembro de 2023, o município de Portel foi incluído na relação de municípios situados no bioma Amazônia considerados prioritários pelo governo federal para ações de prevenção, controle e redução dos desmatamentos e degradação florestal.

## Organização Político-Administrativa
O Município de Portel possui uma estrutura político-administrativa composta pelo Poder Executivo, chefiado por um Prefeito eleito por sufrágio universal, o qual é auxiliado diretamente por secretários municipais nomeados por ele, e pelo Poder Legislativo, institucionalizado pela Câmara Municipal de Portel, órgão colegiado de representação dos munícipes que é composto por vereadores também eleitos por sufrágio universal.